# Nick Castellanos
Nicholas Alexander Castellanos (Davie, 4 marzo 1992) è un giocatore di baseball statunitense, esterno destro per i Philadelphia Phillies della Major League Baseball.

## Carriera

### Inizi e Minor League (MiLB)

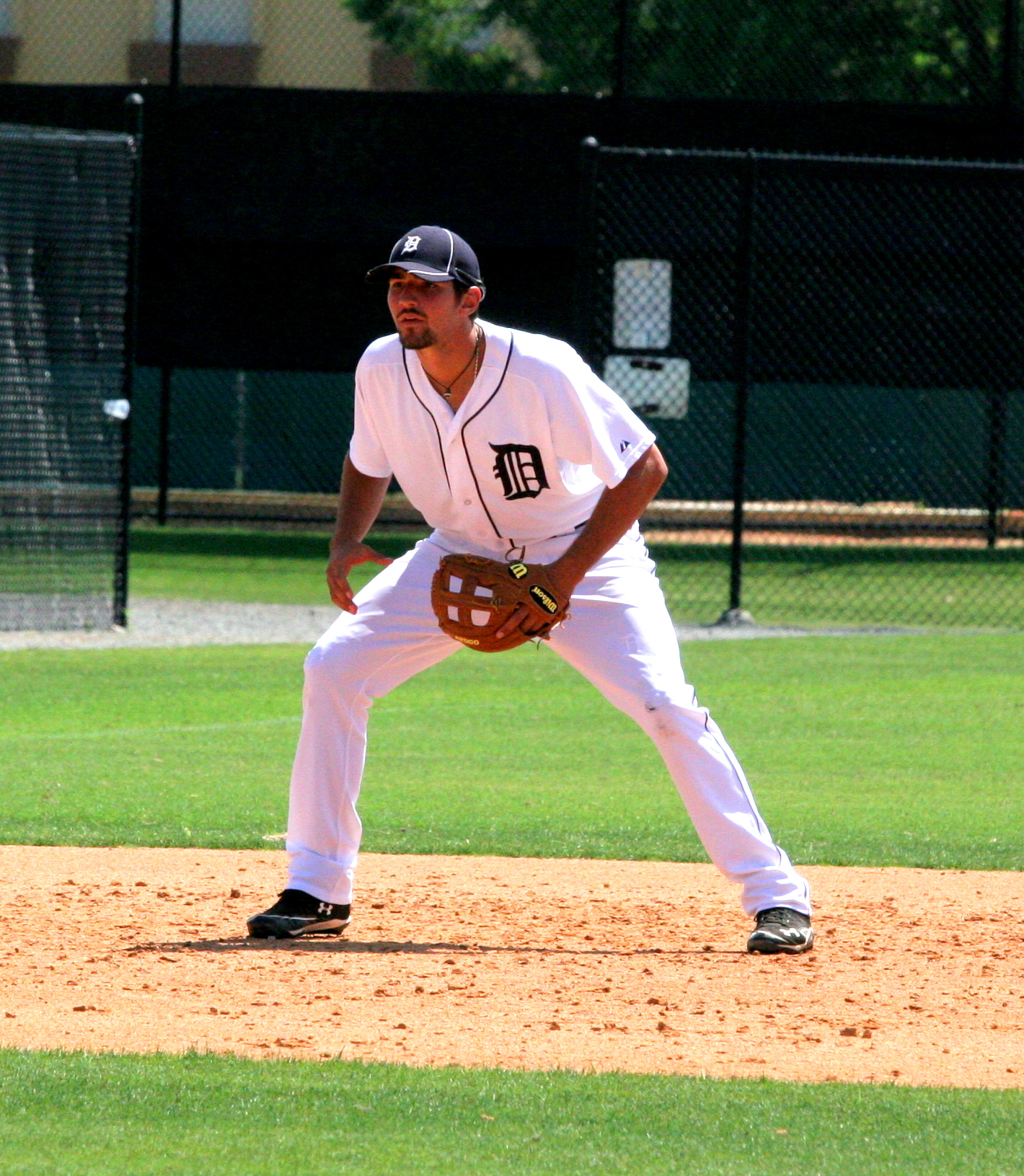
Castellanos nel 2012

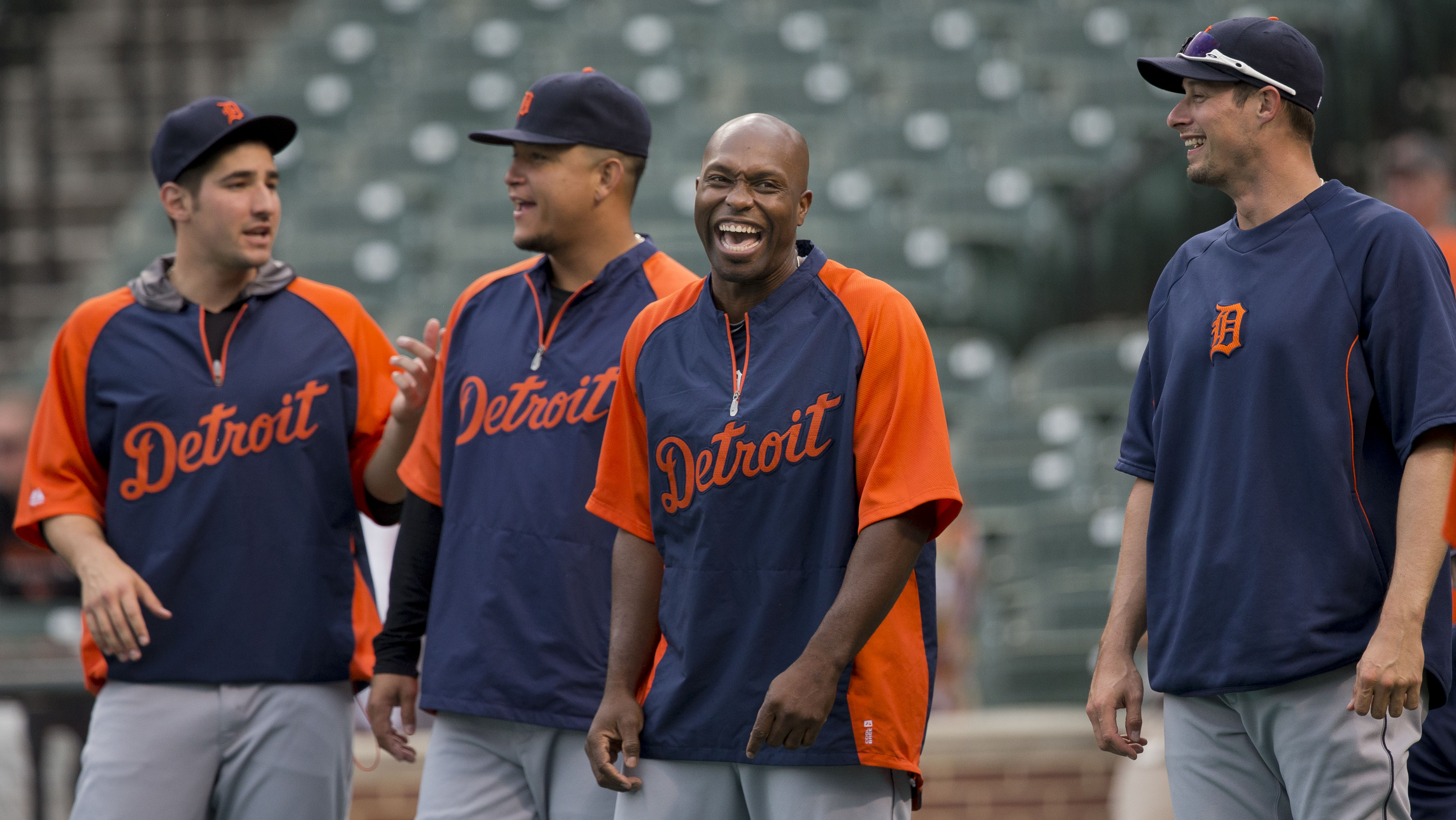
Da sinistra: Castellanos, Miguel Cabrera, Torii Hunter e Don Kelly nel 2014

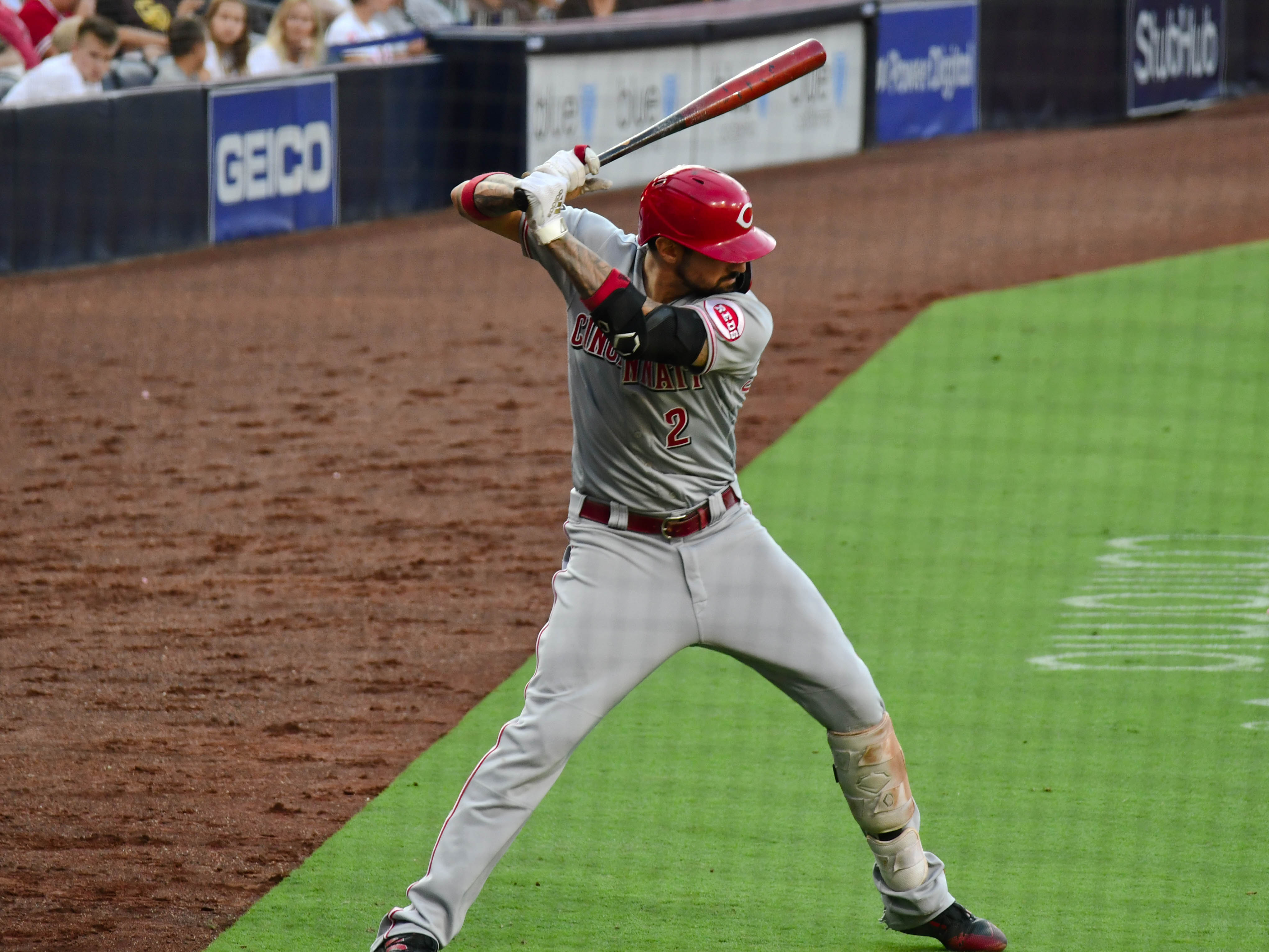
Castellanos in battuta con i Reds nel 2021

Nato a Davie nella Florida meridionale, da madre originaria del Michigan; Castellanos frequentò prima la American Heritage School di Plantation e successivamente la Archbishop McCarthy High School di Fort Lauderdale. Entrò nel baseball professionistico quando venne selezionato nel primo turno, come 44ª scelta assoluta del draft MLB 2010, dai Detroit Tigers. Venne assegnato nello stesso anno nella classe Rookie, dove giocò come terza base. Militò poi nel 2011 nella classe A. Iniziò la stagione 2012 nella classe A-avanzata e il 5 giugno venne promosso nella Doppia-A. Iniziò la stagione 2013 nella Tripla-A.

### Major League (MLB)
Castellanos debuttò nella MLB il 1º settembre 2013, al Comerica Park di Detroit contro i Cleveland Indians. Schierato come sostituto battitore, apparve in due turni in battuta senza ottenere risultati e giocò il resto della partita come esterno sinistro. Il 7 settembre contro i Royals, batté la sua prima valida e andò a punto per la prima volta, grazie alle tre basi su ball consecutive concesse dalla squadra avversaria. Venne schierato per tutto l'anno nel ruolo di esterno sinistro e concluse la stagione con 11 partite disputate nella MLB e 134 nella Tripla-A.
Il 4 aprile 2014 contro gli Orioles, realizzò il primo punto battuto a casa mentre il 9 aprile contro i Dodgers, colpì il suo primo fuoricampo, un home run da tre punti. Chiuse la stagione regolare con 148 partite disputate, tutte nella MLB nel ruolo di terza base. Al termine della stagione regolare partecipò al suo primo post stagione, prendendo parte alle tre partite della AL Division Series, in cui i Tigers furono sconfitti dagli Orioles.
Il 6 agosto 2016, venne colpito da un lancio dal rilievo dei Mets, Logan Verrett, fratturandosi il quinto metacarpo dalla mano sinistra. Tornò in campo il 27 settembre dello stesso anno.
Nella stagione 2018 passò stabilmente al ruolo di esterno destro.
Il 31 luglio 2019, i Tigers scambiarono Castellanos assieme a una somma in denaro con i Chicago Cubs per l'esordiente Alex Lange e il giocatore di minor league Paul Richan. Segnò il record stagionale della MLB di doppi realizzati, colpendone 58, e divenne free agent a fine stagione.
Il 27 gennaio 2020, Castellanos firmò un contratto quadriennale dal valore complessivo di 64 milioni di dollari con i Cincinnati Reds. Avvalendosi di una clausola prevista nell'accordo, Castellanos rescisse il suo contratto al termine della stagione 2021, diventando free agent.
Il 22 marzo 2022, Castellanos firmò un contratto quinquennale dal valore complessivo di 100 milioni di dollari con i Philadelphia Phillies.

## Palmares

### Individuale
- MLB All-Star: 1

2021
- Silver Slugger Award: 1

2021
- Giocatore della settimana: 2

AL: 19 agosto 2018, 2 agosto 2020